# Jastrabie nad Topľou
Jastrabie nad Topľou é um município da Eslováquia, situado no distrito de Vranov nad Topľou, na região de Prešov. Tem 6,78 km² de área e sua população em 2018 foi estimada em 479 habitantes.

## Demografia
| Ano:        | 1994 | 2004   | 2014   | 2024   |
| ----------- | ---- | ------ | ------ | ------ |
| Broj ljudi: | 377  | 414    | 453    | 497    |
| Razlika:    |      | +9,81% | +9,42% | +9,71% |

| Ano:               | 2023 | 2024 |
| ------------------ | ---- | ---- |
| Número de pessoas: | 497  | 497  |
| Diferença:         |      | +0%  |